# Palazzo Maccarani Stati
Il palazzo Stati Cenci Maccarani si trova a Roma in piazza S. Eustachio.

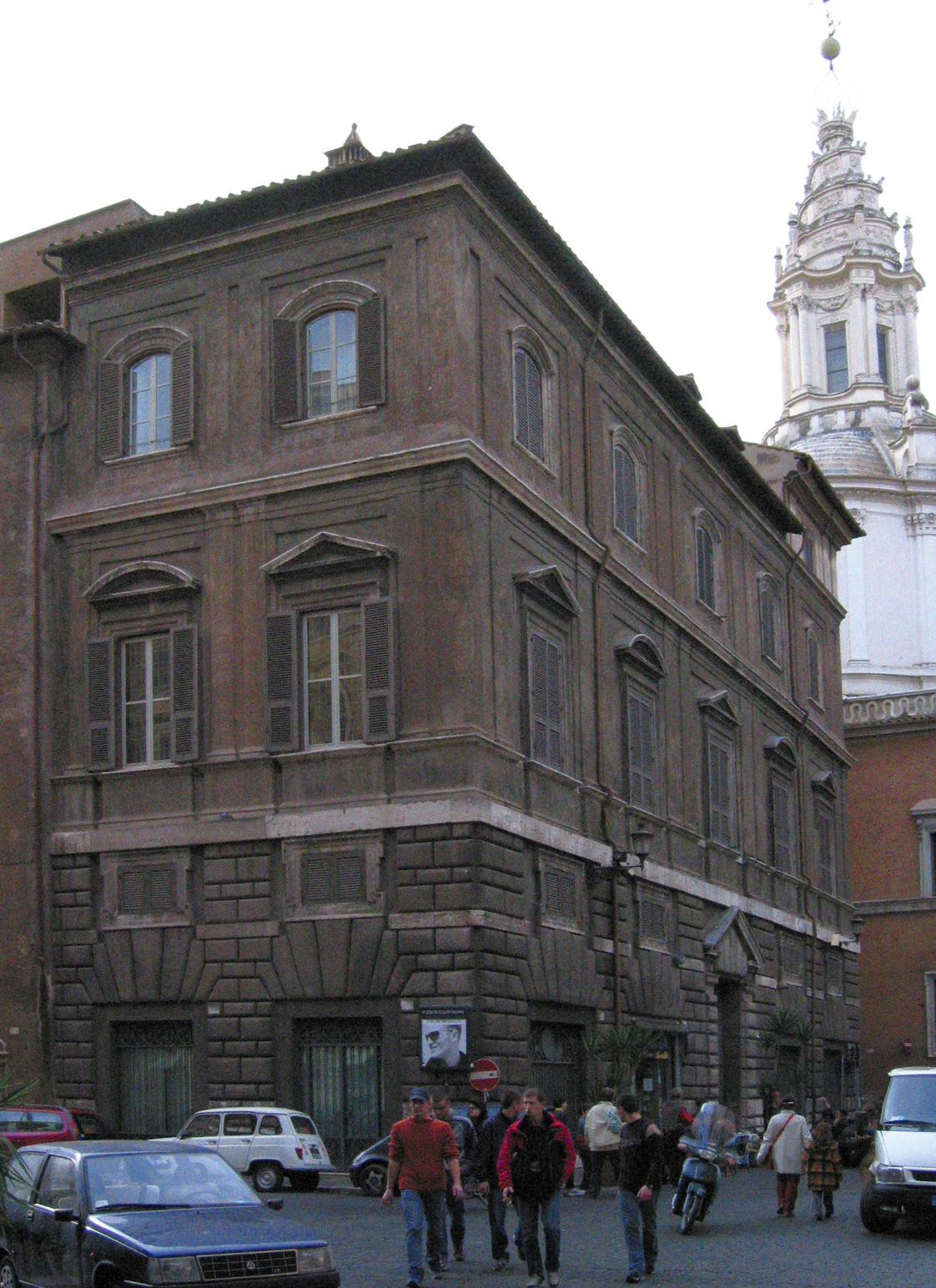
Palazzo Stati Cenci Maccarani da nordest

## Storia
Secondo quanto sostiene Giorgio Vasari nelle sue Vite, nel 1521 il Conservatore di Roma, Cristoforo Stati (1498-1550), appartenente all'antico casato romano degli Stati Tomarozzi, con il denaro della dote della moglie Faustina Cenci, affidò la ristrutturazione di alcune proprietà familiari nell'odierna piazza S. Eustachio all'amico architetto e pittore Giulio Pippi, detto Giulio Romano. Questi si ispirò alla struttura, seppur semplificata, di Palazzo Caprini del Bramante. Terminato in pochi anni, tra il 1519 e il 1524, il palazzo è una della poche opere romane dell'artista.
Il palazzo Palazzo Stati Cenci Maccarani ha avuto varie denominazioni: Palazzo Stati, Palazzo Stati Cenci, Palazzo Cenci alla Dogana, Palazzo Maccarani, Palazzo dei Cenci. Quest'ultima denominazione non va confusa con quelle del Palazzo Cenci a piazza dei Cenci e del Palazzo Cenci-Bolognetti entrambi a Roma.

## Costruzione
La facciata su piazza S. Eustachio presenta un piano terreno bugnato in cui si aprono un portale con due lesene a bugne che ritornano nel timpano triangolare e quattro porte di rimessa; sopra si trova l'ammezzato con quattro finestre a riquadratura semplice. Sia le aperture del mezzanino che delle botteghe sono allungate orizzontalmente per cui i conci giganti che le sovrastano sembrano sospesi tra questi blocchi dando un senso di precarietà (aumentata dalla pesante cornice marcapiano continua che poggia su blocchi verticali di bugnato) come avviene nel coevo Palazzo Massimo alle Colonne.
Al primo piano ci sono cinque finestre a timpani centinati e triangolari, alternati, e al secondo altrettante ad archi ribassati. La decorazione architettonica prosegue allo stesso modo sui lati dell'edificio che affacciano su via dei Caprettari e via del Teatro Valle. Sul lato destro è visibile una sopraelevazione ottocentesca. Dal portale principale si accede ad un cortile, asimmetrico per la necessità di rispettare alcune strutture precedenti. Il lato d'entrata presenta tre arcate su pilastri con lesene doriche e al di sopra due loggiati: il primo piano con lesene ioniche, il secondo con colonne corinzie. Gli altri lati sono spartiti da lesene doriche. Sul lato destro, inoltre, si trova una piccola fontana con una colonna.

## Decorazione
Il Palazzo è stato restaurato una prima volta nel 1972 e poi nel 2001: in seguito a questo sono venute alla luce numerose decorazioni pittoriche, presumibilmente appena successive alla sua costruzione. Queste risalirebbero ad un periodo tra il 1543, quando avviene il secondo matrimonio di Cristoforo Stati con Quintilia Peruzzi Albertoni, e il 1551, anno della morte del committente. 
Secondo la storica dell'arte Giuseppina Magnanimi il complesso pittorico andrebbe attribuito a Perin del Vaga e alla sua bottega. Nel 1999 lo storico De Jong basandosi sull'analisi del fregio della Sala Grande, in cui sono raffigurate le Storie di Cesare ha affermato che il committente sia Cesare Stati, figlio di Cristoforo: in questo caso gli affreschi non possono essere di Perin del Vaga, morto nel 1547, bensì di Prospero Fontana e Luzio Romano. Questa teoria può integrarsi con l'ipotesi della Magnanimi, la quale sosteneva che oltre al programma generale, si potevano attribuire a Perino solamente pochi nudi ed alcune grottesche, mentre per la maggior parte delle decorazioni avanzava i nomi di Luzio Romano e Prospero Fontana. 
Nel salotto del piano nobile lungo le pareti corre un fregio incorniciato da putti e festoni chiamato “Fregio degli Amorosi diletti degli dèi”. Vi sono rappresentati vari episodi delle Metamorfosi e dei Fasti di Ovidio: Mercurio e Aglauro, le figlie di Cecrope che ricercano Aglauro, Ercole e Onfale, Minerva e Aracne, Venere e Psiche, la contesa tra le Pieridi e le Muse, Giove e Danae, Marte e Venere.

## Passaggi di proprietà
Dal matrimonio tra Cristoforo Stati e Faustina Cenci nacque Cesare, che nel 1561, a causa di gravi difficoltà finanziarie, cedette la casa di famiglia al lontano parente monsignor Cristoforo Cenci, appartenente ad un ramo diverso da quello di Faustina. 
L'edificio uscirà dal controllo della famiglia Cenci dopo l'uccisione di Francesco, che, vedovo, si era "risposato nel 1593
con Lucrezia Petroni e in conflitto con i propri parenti" aveva "abbandonato Monte Cenci per stabilirsi a Sant’Eustachio": già il 5 agosto 1599 un breve di Clemente VIII - lo stesso che autorizzò la corte a sottoporre a tortura i Cenci, che in quanto nobili ne erano esenti senza speciale permesso, e che la
sollecitò a emettere speditamente la sentenza - autorizzava "in caso di condanna (ormai scontata), a confiscare i beni".
Nel 1786, in seguito al matrimonio di Anna Maria Cenci con Paolo Maccarani, il palazzo passò alla famiglia Maccarani, imparentatasi con gli antichi proprietari.
In seguito il palazzo restò sempre nella stessa famiglia, seguendone le vicende pur venendo dato in locazione prima a privati e poi ai governatori di Roma. Questi all'inizio del Novecento lo vendono ai conti di Brazzà, proprietari dell'omonimo palazzo cinquecentesco nel Rione Trevi.

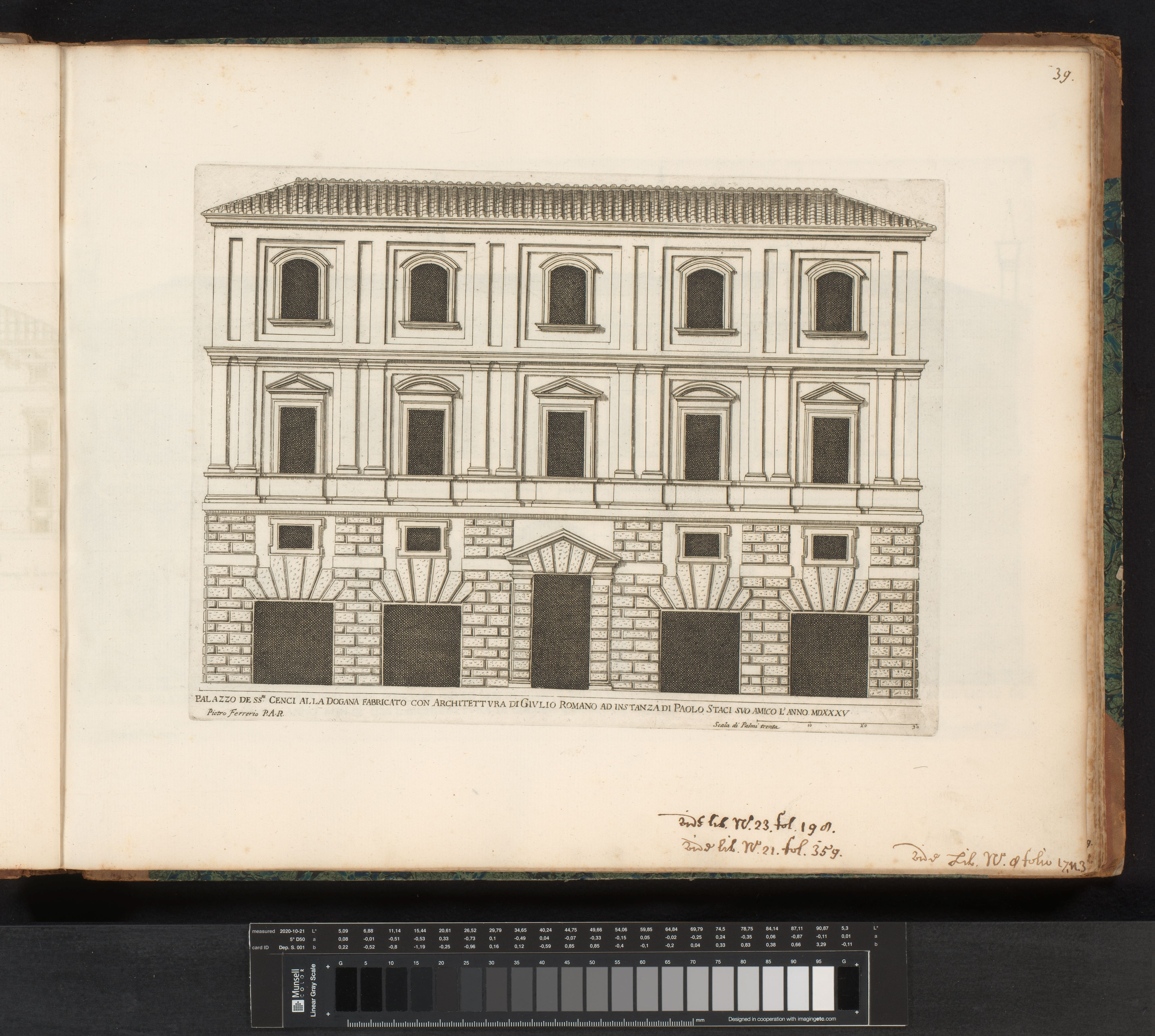
Facciata di palazzo Maccarani Stati, disegno di Giovanni Battista Falda, 1655, conservato al Rijksmuseum

Nel 1972 l'edificio passa al Demanio statale e viene quindi assegnato, in virtù della sua vicinanza, al Senato della Repubblica. Il palazzo è collegato a Palazzo Madama da un sottopassaggio pedonale, durante la cui costruzione venne trovata una porzione delle antiche Terme di Agrippa, che fu lasciata al suo posto. Attualmente a palazzo Stati Cenci sono ubicati studi di senatori, servizi ed uffici dell'amministrazione.

## Curiosità
Per un breve periodo è stata residenza di Giacomo della Chiesa, futuro Papa Benedetto XV.